# Szezámcsont
A szezámcsont olyan csont, amely bizonyos gyakorisággal jelen van a felső és alsó végtagok egyes izmainak inain. A legtöbb ilyen csont csak néhány milliméter méretű, és nagyon hasonlít a szezámmagra, ezért Galénosz a szezámcsont nevet adta nekik. Ezek közül azonban a legnagyobbak valódi csontoknak tekinthetők, mint például a borsócsont vagy a térdkalács. A szezámcsontok funkciója az ín szerkezete gyenge pontjainak megerősítése, és jelenléte maga az ín húzó ellenállásának jelentős növekedéséhez vezet.
A szezámcsontok endokondriális csontosodás útján származnak az ínben lévő porcos rügyekből, azonban ezek közül néhány bimbó soha nem csontosodik el az egyed életében. Ebből következik, hogy a szezámcsontok feloszthatók: állandó szezámcsontokra, amelyeknek porcos rügyei minden egyedben elcsontosodnak, és inkonstans szezámcsontokra, amelyeknek porcos rügyei csak az egyedek egy részében csontosodnak el. Számos inkonzisztens szezámcsont lehet, különösen a kézben és a lábfejben. Esetleges jelenlétüket a patológia és a differenciáldiagnózis esetén ismerni és kutatni kell.

## A felső végtag szezámcsontjai

### A borsócsont
A borsócsont egy szezámcsont, amely a singcsonti csuklóhajlító izom inában található, amely a kéztőcsontok része. A haránt kéztőszalaghoz kapcsolódik, és egy ízület révén artikulálódik a háromszögletű csonttal.

### A kéz inkonstans szezámcsontjai
A kézben két állandó szezámocsont található, amelyek az első metacarpophalangealis ízület tenyérfelszínén helyezkednek el, és ezeket mediális szezámcsontnak vagy ulnaris szezamoid csontnak és oldalsó szezamoid csontnak vagy radiális szezamoid csontnak nevezik. A két szezámcsont általában azonos méretű, és a tenyérfelületeik között megfeszített intersesamoid ínszalag köti össze őket. Néha a két csont az első metacarpophalangealis ízületben is helyet kaphat, és ebben az esetben a háti felületüket porc borítja, és megkapja a kollaterális metacarpophalangealis szalagok rögzítését. A két szezámcsont a hajlító pollicis brevis izom inaiban található, így az oldalsó szezámcsont a felszíni fej inában, míg a mediális csont a mély fej inában található. A mediális szezámcsont az adductor croci izom két fejének elhelyezkedését is megadja.

### A kéz állandó szezámcsontjai
A kéz konstans szezámcsontjain kívül más inkonstans szezamoid csontokat is leírtak, amelyek a kéz tenyérfelszínén, az ujjak hajlító izmainak inain helyezkednek el.

## Az alsó végtag szezámcsontjai

### Térdkalács
A patella a legnagyobb szezámcsont az emberi testben. A négyfejű femoris izom inát is beleértve, elöl zárja a térdízület ízületi tokját.

### A láb állandó szezámcsontjai
A lábfejben két állandó szezámcsont található, amelyek az első lábközépcsontízület talpi felszínén helyezkednek el, ezeket tibialis (vagy mediális) szezamoid csontnak és fibuláris (vagy laterális) szezámcsontnak nevezik. A tibialis szezamoid általában nagyobb, mint a fibuláris, hossza 14-15 mm, szélessége 8-10 mm, az utóbbi valójában körülbelül 10 mm hosszú és 8 mm széles. A talplemez, a flexor hallucis brevis ín meghosszabbítása köti össze őket a talpfelülettel, míg az intersesamoidális gerinc választja el őket. Ezután tovább stabilizálja őket az összekötő intersesamoid ínszalag és a mellékszalagok. Néha ez a két szezamoid két-, három- vagy négyrészes formában jelenhet meg különböző csontszegmensekben, ez a jelenség gyakoribb a sípcsontban, mint a fibulárisban. A flexor hallucis brevis izom fejei az abductor hallucis két rostjára, a mediálisra szintén, míg az oldalsó részen az adductor hallucis többi rostjára kerülnek. Az esetek felében a vaszkularizáció a mediális talpi artériától és a talpívtől együttesen történik, egyébként csak a talpi ív, vagy csak a mediális talpív járul hozzá. A talpi ujjidegek idegzik be őket.

### A láb nemállandó szezámcsontjai
A nagylábujj két állandó szezámcsontján (tibialis és fibuláris) kívül számos más inkonstans szezámcsont is található, különösen a terhelésnek leginkább kitett területeken, amelyek a súrlódást csökkentő és a helyi nyomást módosító funkciójukkal rendelkeznek, és ezért szinte mindig a láb talpi felszínén vannak :
- A sesamoid interphalangealis egy kicsi, lekerekített csont, körülbelül fele akkora, mint a tibialis szezamoid, és a nagylábujj proximális és disztális falanxa közötti ízületben található.
- A második lábujj nagyon kicsi, ovális vagy hosszúkás alakú szesamoidjai az első lábközépcsont és a proximális phalanx közötti ízületekben vagy a második lábujj proximális és közbenső phalanxa között helyezkednek el.
- A harmadik ujj szezamoidjai, a második ujjéval megegyező méretűek, a proximális és a közbülső falanx közötti,  és/vagy a distalis közötti ízületekben helyezkednek el.
- A negyedik lábujj szezamoidja általában ovális alakú, és a negyedik lábközépcsont és a proximális falanx között helyezkedik el.
- Az ötödik lábujj szezamoidjai gyakran az ötödik lábközépcsont és a proximális falanx között helyezkednek el.
- A szilánk alakú tibialis posterior sesamoid ennek az izomnak az inában található, a navikuláris csont felett, és az egyének körülbelül 10%-ánál van jelen.
- Az os peroneum, ovális és megnyúlt, akár 10-15 mm-nél is hosszabb csont, a téglatest oldalsó oldalán, a peroneus brevis izom inában található.

Egyéb szezámcsontok:
- fabella
- cyamella

## Fordítás
- Ez a szócikk részben vagy egészben  az   Osso sesamoide című olasz Wikipédia-szócikk ezen változatának fordításán alapul.  Az eredeti cikk szerkesztőit annak laptörténete sorolja fel. Ez a jelzés csupán a megfogalmazás eredetét és a szerzői jogokat jelzi, nem szolgál a cikkben szereplő információk forrásmegjelöléseként.